# Moret–Lyon-vasútvonal
A Moret–Lyon-vasútvonal egy kétvágányú, részben 1500 V egyenárammal, részben 25 kV 50 Hz-cel villamosított, 492 km hosszúságú vasútvonal Franciaországban Moret és Lyon között.
A vasútvonal 1828 és 1861 között épült, a Saint-Étienne és a Saint-Just-sur-Loire közötti szakasz Franciaország legelső vasútvonala volt. A villamosítása szintén több részletben történt 1950 és  1989 között, egyes szakaszain még mind a mai napig dízelvontatás van.
Ez a vasútvonal egy lehetséges (de hosszabb) alternatívája a Párizs–Marseille-vasútvonalnak Párizs és Lyon között. Elsősorban helyi forgalmat bonyolít le, de nagy jelentősége van a Párizs-Clermont-Ferrand közötti távolsági forgalomban is.

## Fontosabb állomások
- Gare de Moret - Veneux-les-Sablons
- Gare de Nevers
- Gare de Roanne
- Gare de Saint-Étienne-Châteaucreux
- Gare de Lyon-Perrache

## Forgalom

### TGV
- TGV Paris-Gare de Lyon – Saint-Étienne

### Intercités
- Kapcsolat Párizzsal –  Clermont-Ferrand (megáll Neversben és Moulinsban) helyfoglalás kötelező [4]
- Kapcsolat Párizzsal – Montargis – Cosne – Nevers
- Kapcsolat Nantes-szel – Tours – Lyon (megállók: Nevers (irányváltás), Saincaize, Moulins, Saint-Germain-des-Fossés és Roanne)[5]

### TER járatok
- TER Bourgogne : Cosne – Nevers, Nevers – Moulins – Paray-le-Monial – Lyon
- TER Auvergne : Moulins – Saint-Germain-des-Fossés
- TER Rhône-Alpes : Roanne – Saint-Étienne, Saint-Étienne – Lyon

## Képgaléria

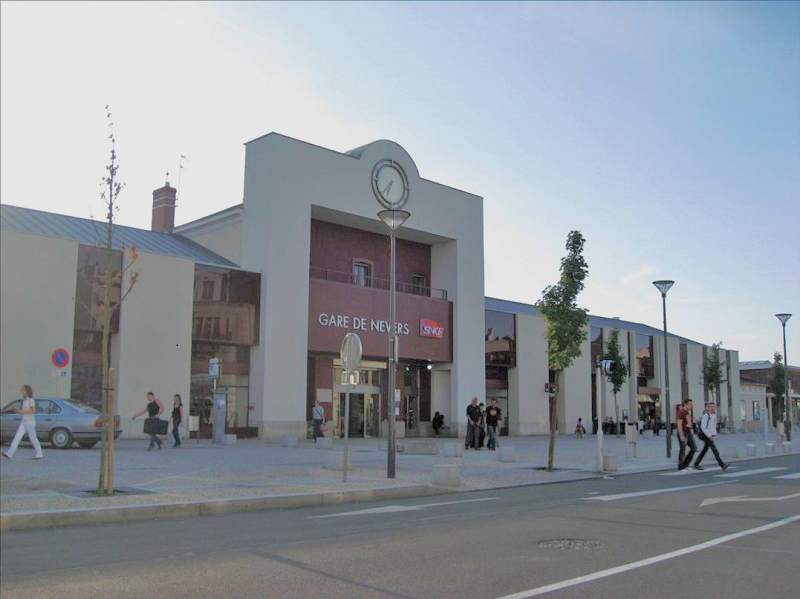
Gare de Nevers
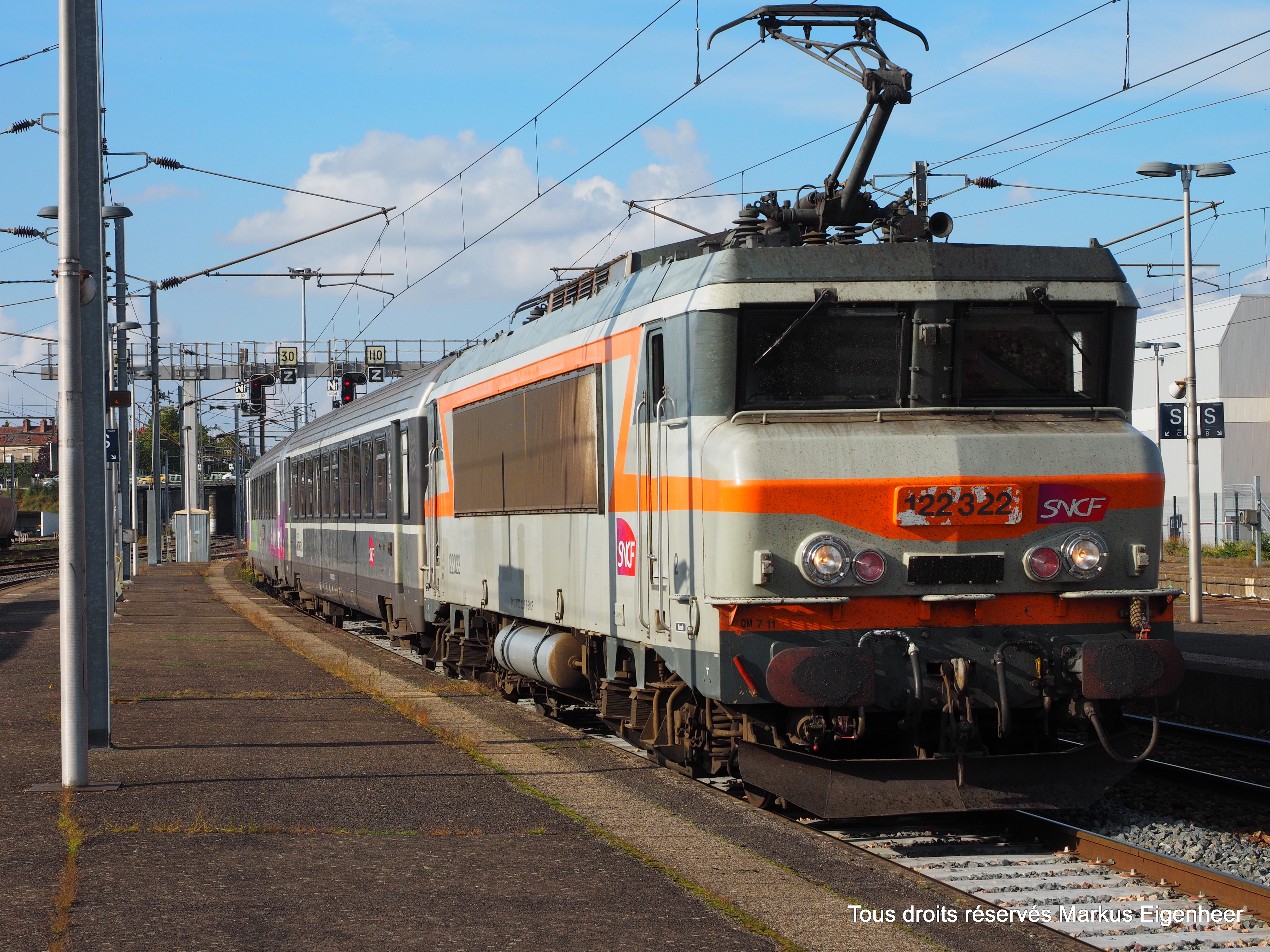
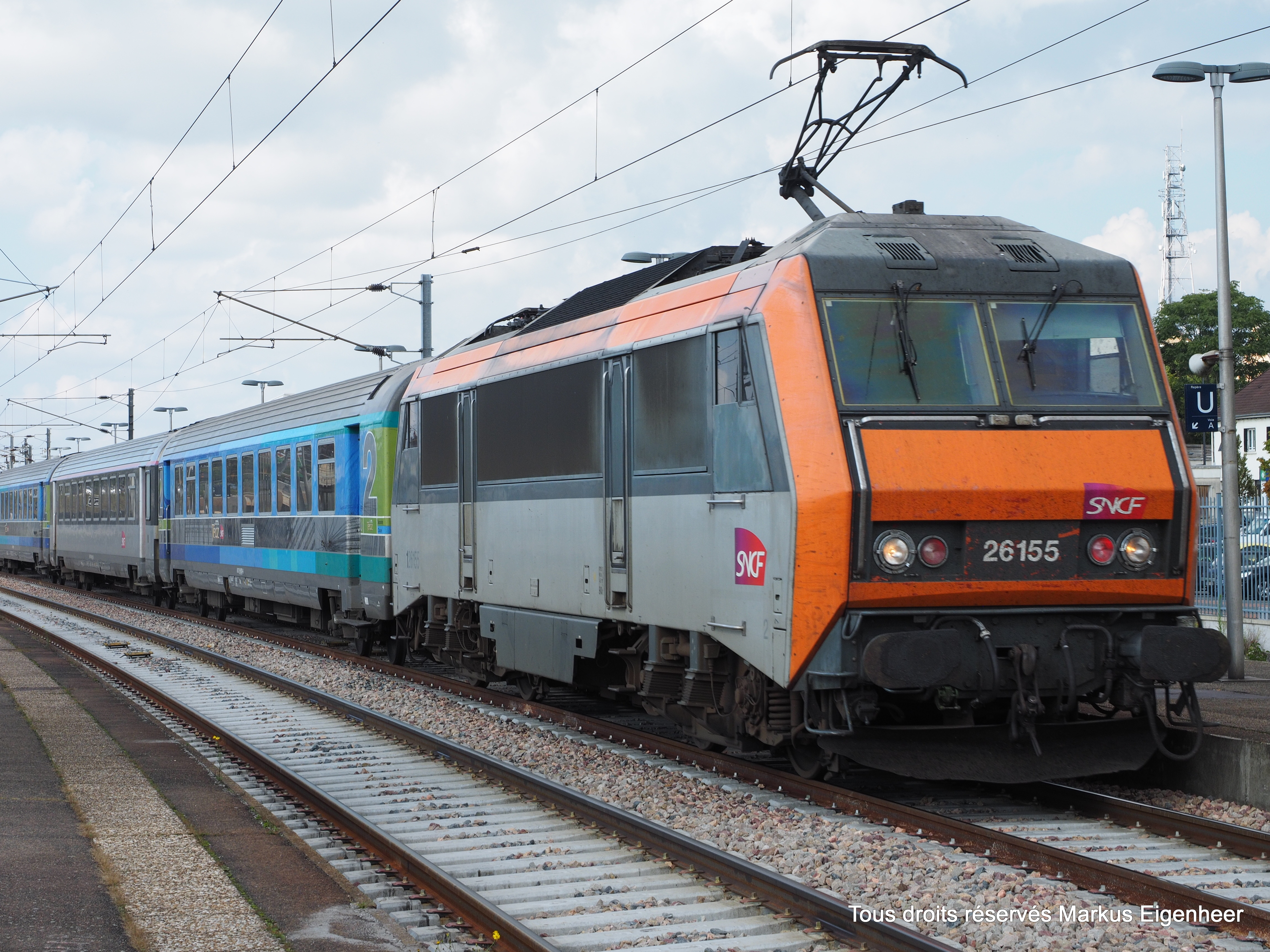
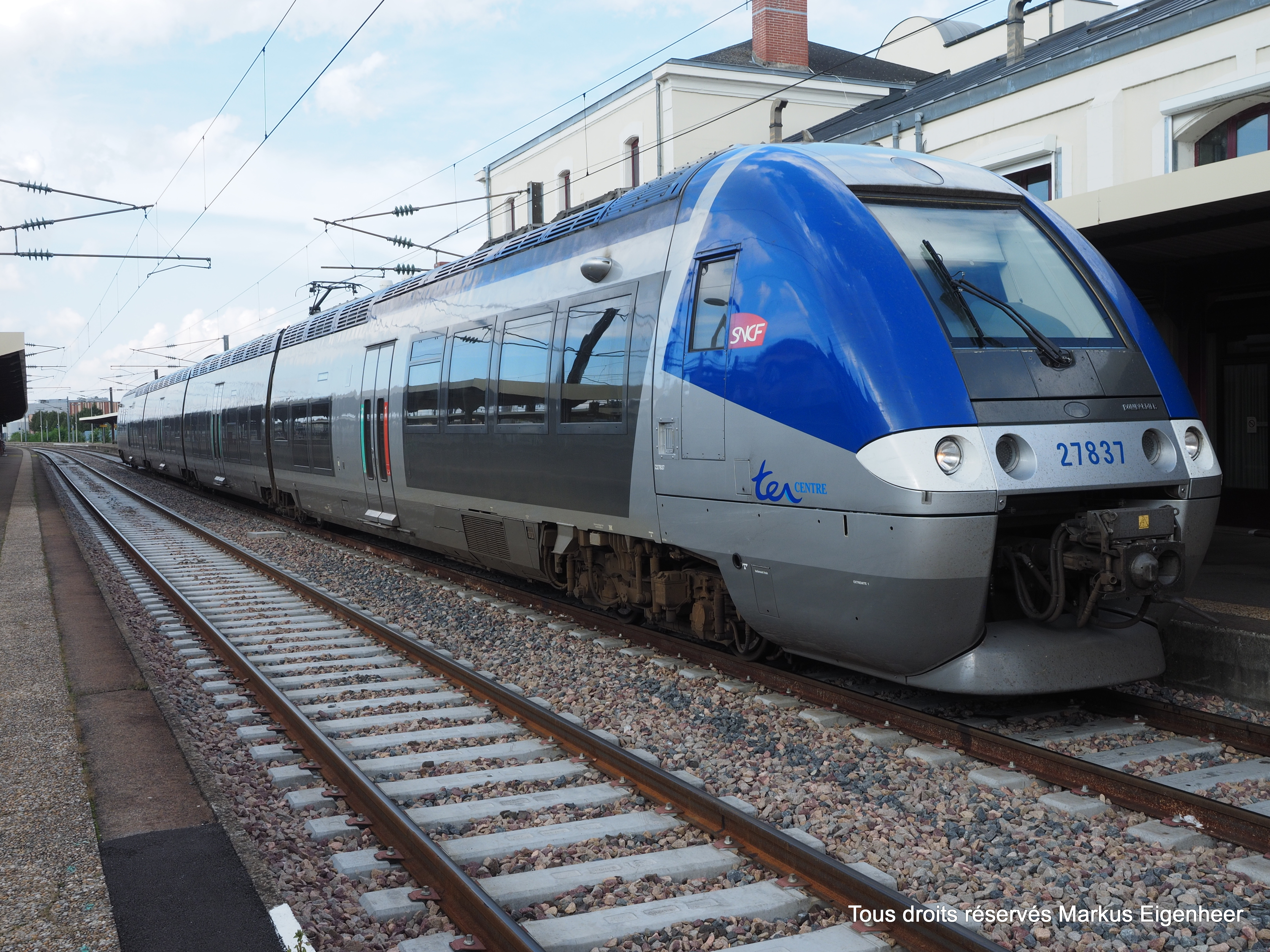
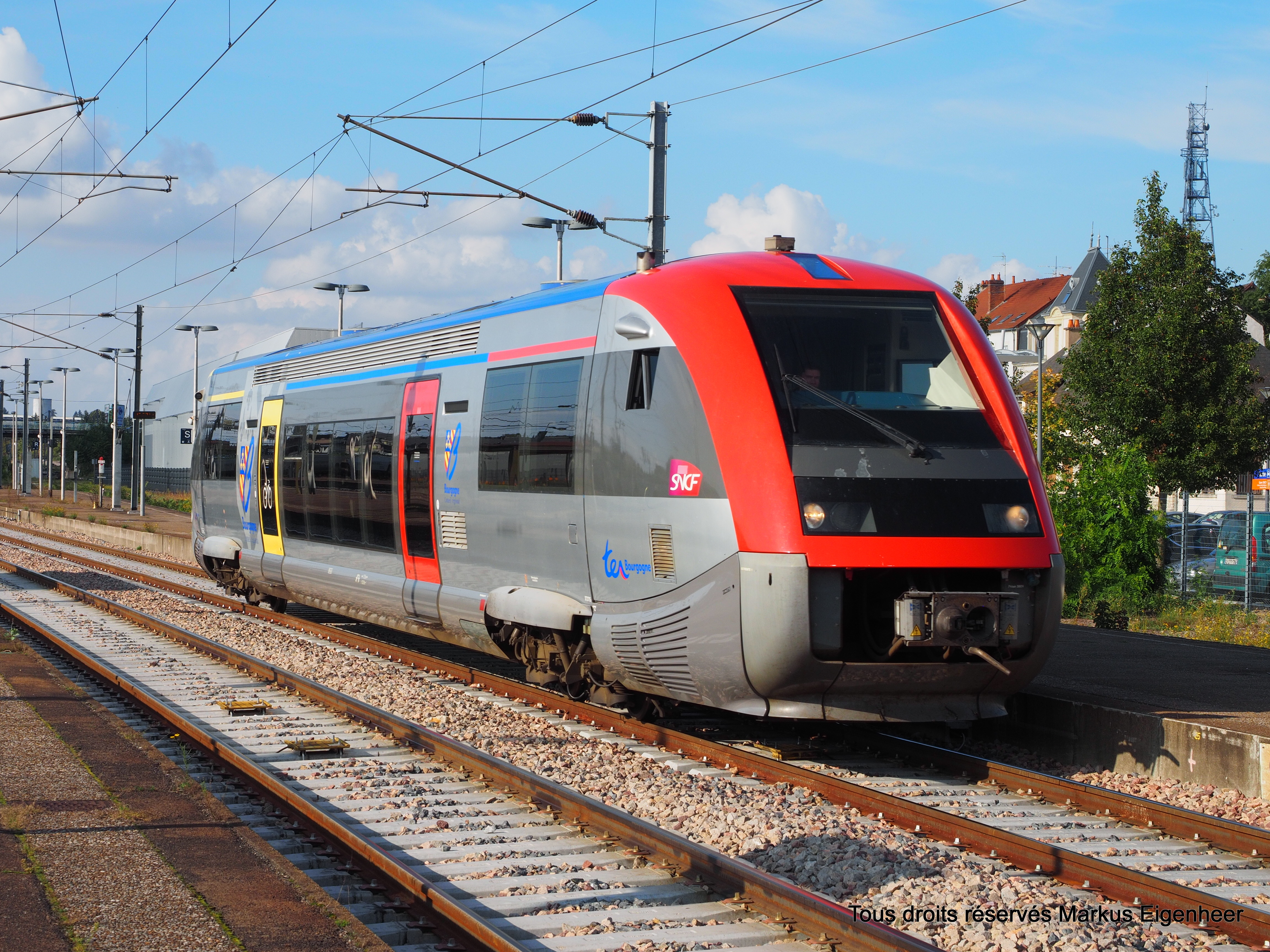